# Огуз (місто)
Огуз (азерб. Oğuz) — місто, центр однойменного району в Азербайджані. Розташоване у південних передгір'ях Великого Кавказу. До 1991 року мало назву Варташен.

## Географія
Розташований Огуз на сході від Шеки на висоті майже 594 м. у підошви південного схилу Кавказький хребет, відроги якого обрамляють місто зі сходу і з заходу; на південь тягнеться гладка рівнина. По східній стороні міста, роблячи безліч вигинів, протікає річка Ельджиган, що бере початок з головного хребта.

## Етимологія
До 1991 року населений пункт носив вірменську назву Варташен (вірм. Վարդաշեն). З приводу назви села Варташен доглядач місцевого училища М. Бежанов зазначав на початку 1890-х років, що «Варташен» означає «село Вартана», оскільки, за переказами, воно було засноване священиком та удинським поетом Вартаном. Він також вказував, що існує інша думка — що назва села походить від слів «вардіс» і «шен» і, відповідно, означає «селище троянд» (як зазначає сам автор, на околицях росте багато троянд).
У 1991 році, після того, як удіни покинули район у зв'язку з нагірно-карабахським конфліктом, Варташен був перейменований на Огуз (історичний тюркський етнонім «огузи»).

## Населення
Згідно з Кавказьким календарем за 1908 рік, в селі проживало 1090 вірмен, 629 росіян і 35 азербайджанців (в джерелі «татар»).
За переписом населення Азербайджану 1999 року, в Огузькому районі жило 104 удіни, до 2009 року залишилося 74 удіни.
| Рік  | Населення |
| ---- | --------- |
| 1959 | 3 508     |
| 1989 | 5 142     |
| 2009 | 6 891     |

## Клімат
Весною та восени йдуть часті дощі, а взимку випадає багато снігу; посухи рідкісні. Різких переходів від спеки до холоду немає.

## Пам'ятки
- Православна церква
- Вірменська церква
- Синагога Гухари Махалля
- Синагога Ашаги Махалля

## Економіка
У місті розвинене килимарство, є підприємства харчової промисловості, асфальтовий завод. Тютюновий радгосп.

## Міста-побратими
- Словенія - Нова-Гориця